# Culture
Pour les articles homonymes, voir Culture (homonymie).
 (février 2022).
Si vous disposez d'ouvrages ou d'articles de référence ou si vous connaissez des sites web de qualité traitant du thème abordé ici, merci de compléter l'article en donnant les références utiles à sa vérifiabilité et en les liant à la section « Notes et références ».

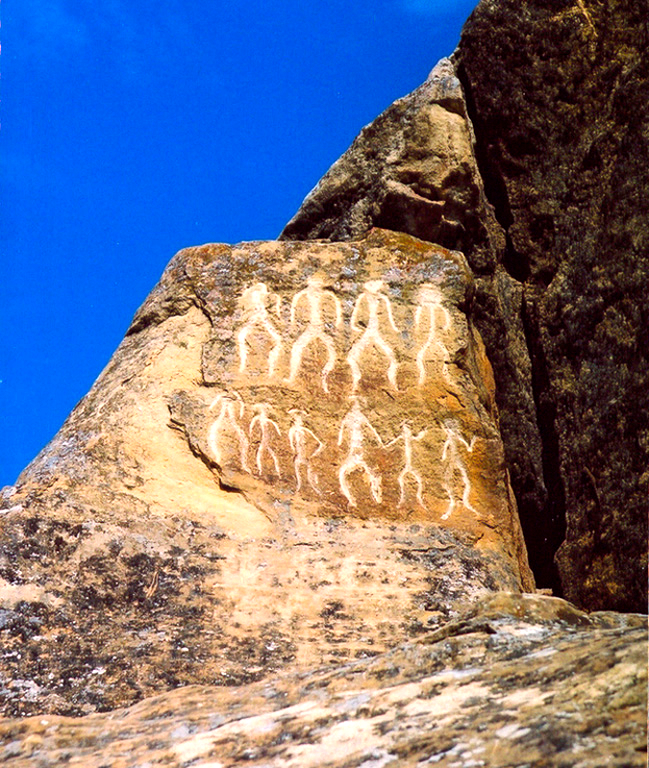
Pétroglyphes de la réserve de Gobustan, Azerbaïdjan datant de 10000 ans av. J.-C. indiquant une culture florissante. Ce site classé au patrimoine mondial de l'UNESCO est considéré comme de « valeur universelle exceptionnelle ».

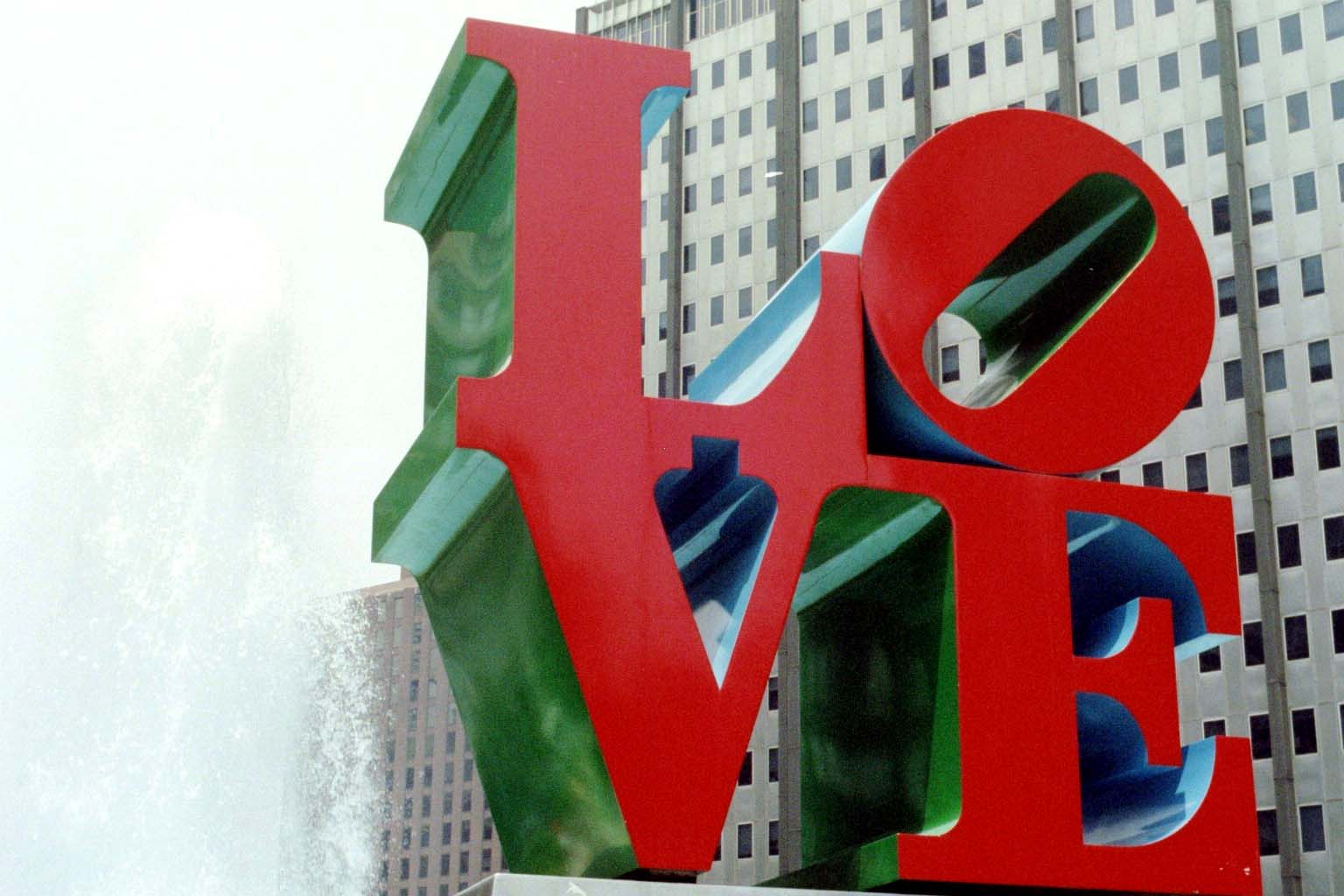
Sculpture LOVE de Robert Indiana. Version en couleurs au LOVE Park de Philadelphie, John F. Kennedy Plaza, 1970.. Une œuvre emblématique de la culture pop.

En sociologie, comme en éthologie, la culture est définie de façon plus étroite comme « ce qui est commun à un groupe d'individus » et comme « ce qui le soude », c'est-à-dire ce qui est appris, transmis, produit et inventé. Ainsi, pour une organisation internationale comme l'UNESCO : « Dans son sens le plus large, la culture peut aujourd’hui être considérée comme l'ensemble des traits distinctifs, spirituels, matériels, intellectuels et affectifs, qui caractérisent une société ou un groupe social. Elle englobe, outre les arts, les lettres et les sciences, les modes de vie, les lois, les systèmes de valeurs, les traditions et les croyances. » Ce « réservoir commun » évolue dans le temps par et dans les formes des échanges. Il se constitue en de multiples manières distinctes d'être, de penser, d'agir et de communiquer en société.
En philosophie, le mot culture désigne ce qui est différent de la nature.
Par abus de langage, le mot « culture » est employé pour désigner presque exclusivement l'offre de pratiques et de services culturels dans les sociétés modernes, et en particulier dans le domaine des arts et des lettres.

## Définitions
La culture est, selon le sociologue québécois Guy Rocher, « un ensemble lié de manières de penser, de sentir et d'agir plus ou moins formalisées qui, étant apprises et partagées par une pluralité de personnes, servent, d'une manière à la fois objective et symbolique, à constituer ces personnes en une collectivité particulière et distincte » (Edward B. Taylor, Primitive Culture, 1871)

### Pluralité de définitions
Différentes définitions du mot « culture » reflètent les théories diverses pour comprendre ou évaluer l’activité humaine.
En 1952, les anthropologues Alfred Kroeber et Clyde Kluckhohn ont rédigé une liste de plus de 150 définitions différentes du mot culture dans leur livre Culture: a critical review of concepts and definitions.
La définition que peuvent en faire les gouvernements lorsqu’ils fixent sa mission au Ministère de la Culture diffère de celle que l’on en donne dans les sciences humaines ou de celle qui correspond à la « culture générale » de chacun.
Il existe de puissants enjeux politiques et économiques pour définir et encadrer la culture. Lorsque les entrepreneurs tentent de faire valider la notion de « culture d'entreprise » ou les ingénieurs celle de « culture technique », ils contribuent à étendre l'amplitude des significations mais au prix d'en diluer certaines caractéristiques spécifiques, comme l'opposition plus traditionnelle entre des styles plus spontanés, artistiques, religieux, fondés, comme le disait Georg Wilhelm Friedrich Hegel, sur le « sentiment » et des types d'actions davantage fondés sur le calcul, la cognition, la règle. Bien que fréquemment les deux mondes s'entrecroisent, devons-nous pour autant les confondre, contribuant alors à privilégier une conception totalisante de la culture ?
Le mot « culture » est parfois employé dans un sens restreint pour désigner l'industrie des « biens culturels », c'est-à-dire les entreprises et activités de production, de distribution et de gestion de droits d'exploitation de spectacles et de contenus audio-visuels reproductibles (voir Économie de la culture). Ce secteur, sous l'effet du développement des technologies de l'information et de la communication, est en pleine transformation et son avenir fait l'objet de controverses politiques tendues.
Selon Geert Hofstede, la culture est une programmation mentale collective propre à un groupe d’individus.
De manière plus générale, en éthologie, la culture animale désigne tout comportement, habitude, savoir, système de sens (en anthropologie) appris par un individu biologique, transmis socialement et non par héritage génétique de l’espèce à laquelle appartient cet individu. La culture se définit en ce sens comme un ensemble de connaissances transmis par des systèmes de croyance, par le raisonnement ou l’expérimentation, qui la développent au sein du comportement humain en relation avec la nature et le monde environnant. Elle comprend ainsi tout ce qui est considéré comme « acquisition de l’espèce », indépendamment de son héritage instinctif, considéré comme naturel et inné. Ce mot reçoit alors des définitions différentes selon le contexte auquel on se réfère.
Mais la culture n'est pas réductible à son acception scientifique, car, comme l'indique la définition de l'UNESCO, elle concerne les valeurs à travers lesquelles nous choisissons aussi notre rapport à la science. En ce sens, elle relève davantage de la communauté politique des êtres humains que de l'espèce comme objet de science.

### Approche critique
Plus récemment, le concept de culture a largement été critiqué, notamment par des chercheurs comme Ingrid Piller (en), Joana Breidenbach (de), Unni Wikan (en) ou Adam Kuper (en). Pour ces chercheurs non francophones, principalement issus de l'anthropologie ou des sciences politiques, le concept de culture serait avant tout un outil qui aurait remplacé le concept de race, reproduisant un certain nombre de stéréotypes essentialistes. 
Le haut commissariat des droits de l'homme des Nations-Unies, par la voix de ses rapporteuses spéciales dans le domaine des droits culturels, publie des rapports sur les droits culturels, notamment ceux des femmes. Farida Shaheed (en), en 2012, propose « de passer d’un modèle qui considère la culture comme un obstacle aux droits des femmes à un modèle qui vise à garantir une égalité de jouissance des droits culturels. En outre, une telle approche constitue un outil important pour la réalisation de tous les droits de l’homme. ».

### Culture individuelle et culture collective
En langue française, le mot « culture » désigne tout d’abord l’ensemble des connaissances générales d’un individu. C’est la seule définition qu’en donne en 1862 le Dictionnaire national de Bescherelle. Les connaissances scientifiques y sont présentées comme élément de premier plan. C’est ce que nous appelons aujourd’hui la « culture générale ».
Après le milieu du XXe siècle, le terme prend une seconde signification. Par exemple, le Petit Larousse de 1980 donne, en plus de la conception individuelle, une conception collective : ensemble des structures sociales, religieuses, etc., des manifestations intellectuelles, artistiques, etc., qui caractérisent une société. Le terme peut alors revêtir l’un ou l’autre sens, mais la proximité des domaines d’utilisation de chacun en fait une source d’ambiguïté.
En langue allemande, la définition de la culture individuelle ou culture générale correspond au mot Bildung. Il existe un autre mot, Kultur, qui correspond à un patrimoine social, artistique, éthique appartenant à un ensemble d’individus disposant d’une identité. Ainsi, ce terme homophone, qui correspond plutôt en français à l’une des acceptions de civilisation, et par les échanges d’idées entre la France et l’Allemagne, s’est petit à petit amalgamé avec le sens initial du mot culture en français. Cette seconde définition est en train de supplanter l’ancienne, correspondant à la culture individuelle. Néanmoins, les dictionnaires actuels citent les deux définitions, en plaçant le plus souvent la « culture individuelle » en premier.
Il y a en français deux acceptions différentes pour le mot culture :
- la culture individuelle de chacun, construction personnelle de ses connaissances donnant la culture générale ;
- la culture d'un peuple, l'identité culturelle de ce peuple, la culture collective à laquelle on appartient.

Ces deux acceptions diffèrent en premier lieu par leur composante dynamique :
- la culture individuelle comporte une dimension d’élaboration, de construction (le terme Bildung est généralement traduit en éducation), et donc par définition évolutive et individuelle ;
- la culture collective correspond à une unité fixatrice d’identités, un repère de valeurs relié à une histoire, un art parfaitement inséré dans la collectivité ; la culture collective n’évolue que très lentement, sa valeur est au contraire la stabilité figée dans le passé, le rappel à l’Histoire.

C’est dans cette dichotomie que ces deux significations peuvent s’opposer :
La culture collective comporte une composante de rigidité pouvant s’opposer au développement des cultures individuelles, ou pouvant conduire à des contrecultures, concept qui est inimaginable avec le sens individuel, la connaissance ne pouvant être que positive.
La science, toujours en évolution, n’est de ce fait pas raccrochée au concept de culture individuelle, dans les acceptions populaires, alors qu’elle en est une des composantes principales dans la teneur initiale du terme.
Mais c’est par l’art et l’histoire que les deux concepts se rejoignent. La culture individuelle inclut la connaissance des arts et des cultures, celle des différentes cultures humaines, et celle affiliée à la culture (collective) à laquelle l’individu s'apparente.
C’est là le point d’amalgame entre les deux acceptions : la culture (individuelle) est comprise comme connaissance de la culture (collective) dont on dépend. Fusionnant ainsi deux acceptions différentes, le terme « culture » tend actuellement, en France, vers un compromis dans son acception courante, où il désignerait essentiellement des connaissances liées aux arts et à l’Histoire, plus ou moins liées à une identité ethnique.
Les deux sens doivent cependant être analysés distinctement : la culture collective et la culture individuelle se recoupent en réalité, non seulement par leur homonymie, mais aussi par la filiation de l'espèce et de l’individu à une entité culturelle.

### Langage courant
L’utilisation populaire du mot « culture » dans beaucoup de sociétés occidentales, permet de réaliser un classement de son caractère en fonction de croyance, de la consommation de biens ou de l’exercice d’activités considérées comme élitistes : la cuisine, l’art, et la musique par exemple.

### En ethno-archéologie
En ethno-archéologie et en anthropologie sociale et culturelle, par sa « culture » nous voulons distinguer chaque groupe humain occupant un certain espace géographique pendant une période donnée. Nous nous appuyons pour ce faire sur la répartition homogène dans cet espace géographique d'un certain nombre de types d'objets (formes de poteries, outils de silex, art mobilier, architecture, pratiques funéraires, etc.) et ainsi définir la « culture matérielle » de chaque « culture » entendue de ce point de vue ethno-archéologique. Le Chasséen tire son nom du site de Chassey-le-Camp en Saône-et-Loire, la culture de Yangshao tire le sien d'un site près du village de Yangshao, au Nord du Henan, etc. ce sont autant de « cultures » sur une aire géographique bien plus étendue que ces sites mais en constante redéfinition en fonction de l'état des recherches.

### Point de vue sociologique
- Si vous ne connaissez pas le sujet, laissez ce bandeau (vous pouvez alors contacter les auteurs).
- Si vous supprimez le contenu mis en cause (vous pouvez préalablement contacter les auteurs),

argumentez précisément cette suppression dans la page de discussion
(un manque de référence n'est pas un argument ; une recherche réelle de référence doit avoir été effectuée, être formellement documentée).
Outre le fait que nous ayons tendance à ne distinguer qu'une culture unique à l'échelle — la Culture — et qu'il est d'usage de la définir par rapport à la Nature, la sociologie propose d'étudier les phénomènes culturels au pluriel. Lorsque nous nous intéressons à la culture d'un point de vue sociologique, il s'agit de constater dans les faits qu'il existe des pratiques culturelles qui diffèrent selon l'espace et le temps, selon la position sociale occupée par les individus au sein de la société, selon le genre, le travail exercé, etc. De manière plus précise, chaque pratique culturelle est étroitement liée aux représentations ; Pierre Bourdieu appelle ces représentations habitus, un concept qui s'apparente à des « lunettes ». Ainsi, chaque individu, étant donné qu'il est un produit socio-historique, un homme vivant parmi d'autres hommes, éduqué d'une certaine façon et habitué à des pratiques sociales qu'il juge « normales », chaque individu donc, se fait ses propres représentations de ce qui est légitime et non-légitime, beau et laid, bien ou mal. L'individu n'est pas un atome isolé qui ferait ce qu'il fait naturellement, mais répond à des exigences dont il ne se rend pas compte. Quand nous nous interrogeons sur la Culture — qu'est-ce qu'une culture et qu'est-ce qui n'en est pas une ? — il faut dépasser un certain ethnocentrisme, il faut étudier la Culture comme étant un objet scientifique comme un autre, comme le physicien par exemple étudie les astres. Car définir la Culture, doit différer et se débarrasser des jugements de valeurs et des jugements moraux.
Nous avons tendance à penser la Culture comme un noyau dur inaltérable qui ne changerait que par « périodes » ou « stades » de l'évolution humaine. La Culture est ce que les hommes en font ; elle n'est pas par ailleurs chose tombée du ciel, par une sorte d'ésotérisme réservée à des génies qui seraient génies innés. Norbert Elias, dans son opus du Processus de civilisation, invite à penser la Culture comme une dynamique de transformations successives dans l'histoire de l'Homme en liaison aux changements sociaux (centralisation de l'État, principe de différenciation et de logique concurrentielle entre les individus, pacification des mœurs) et aux évolutions techniques. Derrière le mot Culture donc, des forces coexistent, se repoussent et fusionnent entre elles. Dans son ouvrage Mozart : sociologie d'un génie, N. Elias montre que le compositeur autrichien est lui-aussi déterminé sociologiquement ; dans une optique de démystification de l'histoire et non de destruction de croyance, Elias explique que bien que Mozart soit un génie célébré, il est situé dans un espace social propice qui lui a permis d'être ce qu'il est devenu (entre autres, père compositeur et violoniste pour la cour d'Autriche de son époque).
Pour Pierre Bourdieu, la Culture ne fait référence qu'à l'existence d'une culture dominante et légitimée, antagonique à une culture dominée dont les valeurs ne sont pas reconnues. Chaque individu, doté d'un capital économique, d'un capital social et d'un capital culturel déterminé par son champ social, est forcé d'intérioriser les normes reconnues par le champ dominant pour pouvoir à son tour être reconnu. Par exemple, la musique symphonique/classique est dite légitime, alors que la musique métal ou le rap ne le sont pas. Dans les pratiques culturelles des individus positionnés en haut de l'échelle sociale, aller à l'opéra est plus fréquent que pour un ouvrier ; pour saisir cette domination, il faut non pas simplement s'intéresser aux œuvres-mêmes, mais aux catégories sociales dont les individus sont issus, car selon la position sociale occupée, les représentations changent : il y a l'influence de règles sociales sur les pratiques individuelles.
La Culture demeure du sens, des schèmes culturels individualisés, c'est-à-dire façonnés par l'individu en rapport avec son héritage, la manière dont il en hérite, et en rapport aux autres : la Culture n'est viable qu'au pluriel.

### Types de composants
Une représentation de la culture consiste à la regarder comme formée de quatre éléments qui sont « transmis de génération en génération en apprenant » :
- les valeurs ;
- les normes ;
- les institutions ;
- les artefacts.

Julian Huxley donne une division légèrement différente, en mentifacts, socifacts et artifacts, pour des sous-systèmes idéologiques, sociologiques, et technologiques respectivement. La socialisation, du point de vue de Huxley, dépend du sous-système de croyance. Le sous-système sociologique oriente l’interaction entre les gens. Les objets matériels et leur utilisation forment le sous-système technologique.
En général, les archéologues se focalisent sur la culture matérielle, alors que l’anthropologie culturelle se focalise sur la culture symbolique, encore qu'in fine les deux groupes s’intéressent aux relations entre ces deux dimensions. De plus, les anthropologues conçoivent le mot « culture » pour se référer non seulement à la consommation de biens, mais au processus général qui produit de tels biens et leur donne une signification, et aux relations et pratiques sociales dans lesquelles de tels objets et processus sont imbriqués.

#### Les valeurs
Les systèmes de valeurs comprennent des idées et des matériaux qui semblent importants dans la vie. Elles guident les croyances qui composent la culture en partie.
Il est possible de reconnaître des systèmes de valeur associés de préférence à des civilisations. Ainsi, dans ce que nous appelons encore l'Occident, il semble que la conversation culturelle se préoccupe beaucoup de la question de la règle, de la mesure, de la loi physique ou sociale, alors qu'en Extrême-Orient, l'affaire la plus importante concerne l'identité dans le monde. Les valeurs des sociétés villageoises (comme en Afrique ou en Amérique latine) portent davantage sur l'équilibre entre l'homme et la nature, garanti par l'intercession des hommes-médecine. Les valeurs des sociétés nomades sont plutôt attachées à résoudre les problèmes des antagonismes inévitables entre groupes sur le territoire commun. À l'intérieur de la sphère occidentale, le point de vue anglo-saxon insiste encore davantage sur la loi (culture de la common law, et de la rule of law). Ceci correspond à une religiosité inspirée des protestantismes préoccupés de l'usage rationnel du temps personnel (comme le montrait Max Weber), ce qui permet l'autodiscipline, libère un certain libéralisme et fait l'économie d'un contrôle par l'autorité collective.
En France, le plus laïc des pays occidentaux - tradition que l’on pourrait faire remonter au gallicanisme de Philippe le Bel, à la Pragmatique Sanction de Bourges, ou aux positions de Bossuet - nous avons plutôt affaire à une reprise administrative nationale de l'ancienne autorité catholique, où se trouve préservé un principe d'arbitrage divin et royal, désormais déposé dans l'État laïc. La Révolution française introduit un statut civil équivalent pour tous les citoyens, indépendamment des croyances ou appartenances religieuses, mais ne renie pas longtemps - avec Napoléon - le principe du pouvoir transcendant et paternaliste. Celui-ci subsiste aujourd’hui dans la trame culturelle de ce pays qui demeure de ce point de vue de tradition catholique. Néanmoins, comme partout ailleurs en Europe, nous y rencontrons le débat avec les deux religions et cultures du « Livre » (la Bible), qui forment les deux autres variantes de la culture occidentale au sens large : la tradition judaïque, qui insiste sur l'alliance entre Dieu et son peuple, au travers d'une loi interprétable ; et la tradition musulmane, qui veut rétablir le principe de la liberté absolue de Dieu. Nous constatons ici combien le monde des valeurs ne se développe pas au hasard, mais bien comme système logique de différences assumées. Nous pouvons aussi observer que ce caractère de conversation entre les valeurs demeure le plus souvent inconscient, caché par l'intransigeance de leurs partisans respectifs.

#### Les normes
Les normes sont constituées par les attentes sur la façon dont les personnes doivent se comporter dans diverses situations. Chaque culture a des méthodes, appelées sanctions, pour imposer ses normes. Les sanctions varient avec l’importance de la norme ; les normes qu’une société impose formellement ont le statut de lois.
En France, la langue française a le statut de langue officielle, et qu’à ce titre, elle est la langue de l’administration et du droit civil.
Aux États-Unis, il existe une tradition normative très importante en matière industrielle et financière. Les normes comptables en Europe sont actuellement assez largement inspirées des normes américaines.

#### Les institutions
Les institutions sont les structures de la société dans et par lesquelles les valeurs et les normes sont transmises.
Nous avons vu que, dans le cas de la France, la défense de la langue fut prise très tôt en charge par le souverain, François Ier pour le statut de langue officielle du français par l'Ordonnance de Villers-Cotterêts (1539), Richelieu pour l’Académie française. De là est née, en France et dans la plus grande partie de l’Europe, une tradition qui lie la culture avec les institutions publiques.
Aux États-Unis, il n’existe pas une emprise aussi importante de la puissance publique sur la culture proprement dite. Ainsi, de nombreuses grandes entreprises ont des collections d’œuvres d'art telles qu’elles ouvrent des musées privés. Des hommes d'affaires et milliardaires n'hésitent pas à réaliser du mécénat et par leur philanthropie alimentent de grandes fondations (qui portent d'ailleurs souvent leur nom) et qui ont développé des actions dans le secteur de la culture, des arts et de l'enseignement artistique (des grands musées comme le Metropolitan ou Guggenheim à New-York, les Fondations comme Ford, Carnegie, etc.). Les industries culturelles, mettant en œuvre les bases d'un véritable management culturel, se sont dès le départ développées sur un modèle d'entreprises privées avec au fil des décennies un mouvement de forte concentration financière faisant des grands groupes américains du secteur les principaux protagonistes d'un oligopole mondial des industries de l'entertainment et des médias (Time Warner, Disney, Fox, etc.). Ainsi, depuis les années 1950, l’industrie américaine du cinéma, concentrée à Hollywood, domine non seulement économiquement mais aussi symboliquement, la distribution des films à grand succès et la consécration des grandes vedettes.
En France, la majorité des institutions culturelles sont des organisations en gestion publique ou des organisations de type associatif mais avec une forte dépendance à des collectivités publiques : académies, musées, bibliothèques, médiathèques, conservatoires, salles de concert et de théâtre, orchestres, opéras, Maisons des jeunes et de la culture. La France a été l'une des premières démocraties modernes à se doter d'un ministère de la Culture en 1959. Elle fut suivie par de nombreux autres pays en Europe mais selon des formules adaptées à leur contextes respectifs. Les « petits pays » (petits par leur taille) comme les Pays-Bas, la Finlande, l'Autriche ou le Portugal, ont dans leurs organisations gouvernementales respectives un ministère plus large (Éducation par exemple) auquel est rattaché un secrétariat d'État chargé de la Culture. Les pays à structure fédérale ont des équivalents dans leurs régions (en réalité des États fédérés) qui exercent la compétence culturelle. Ainsi, en Allemagne, on trouve dans le gouvernement de chaque Land une direction de la Culture et des Arts, le plus souvent rattachée à l´Enseignement, la Recherche et la Formation professionnelle (ce qui s'explique notamment par l'importance des institutions d’enseignement artistique). L’Espagne s'est quant à elle dotée d’un ministère de la Culture en 1978, dès que la page du franquisme fut tournée. Le Royaume-Uni constitue un exemple des plus intéressants dans la prise en compte de l’action étatique en faveur de la culture car il s’agissait d’abord pour le gouvernement d’intervenir et de soutenir les institutions artistiques et en particulier celles du spectacle vivant (théâtre, danse, musique) telles que la Royal Shakespeare Company, le Royal Opera House Covent Garden, les grands orchestres londoniens, etc.
Nous considérons donc un schéma assez voisin dans les pays européens. Dans le cas de la musique classique par exemple, nous pouvons observer que toutes les institutions musicales (hormis quelques notables exceptions) bénéficient du soutien de collectivités publiques (État, régions, villes). Le Royaume-Uni toutefois se distingue du reste de l'Europe car les institutions musicales y sont plus autonomes, assez rarement des établissements publics. En revanche dans le domaine des musées, une forte proportion des institutions sont publiques. De ce point de vue, le Royaume-Uni se distingue des États-Unis, les traditions culturelles des deux pays étant assez distinctes.
Que ce soit en France ou en Europe, certains lieux privés peuvent être considérées comme des institutions : des châteaux privés comme Chenonceau, des abbayes comme Fontfroide à Narbonne, l'écomusée d'Alsace ou encore de grandes manifestations d'animation existant depuis longtemps comme La Cinéscénie issus d’une initiative locale, même si le rayonnement est national. Depuis une trentaine d’années les collectivités locales (communes, départements et régions) se sont dotées de leur propre politique culturelle et jouent un rôle essentiel dans l’animation et la régulation de la vie culturelle locale. Ces politiques, souvent menées en partenariat avec les services de l’État, participent de plusieurs logiques : faciliter l’accès à la culture du plus grand nombre, soutenir la production artistique et les artistes, contribuer au développement économique et renforcer l’image des collectivités locales.
Depuis le Traité de Maastricht, certains aspects de la culture font maintenant partie des responsabilités de l’Union européenne, dans le cadre des principes de subsidiarité. En particulier, l’Union européenne doit veiller à l’application de la politique linguistique européenne, qui pose certaines difficultés de mise en œuvre.
Nous distinguons donc deux modèles : le modèle américain, caractérisé par une alliance forte entre public et privé (où le privé joue un rôle prépondérant en matière purement culturelle), et le modèle européen, essentiellement public.

#### Les artefacts
Les artefacts — choses ou aspects de la culture matérielle — décrivent des valeurs et des normes d’une culture.

## Les grandes manifestations de la culture collective

### Culture et art

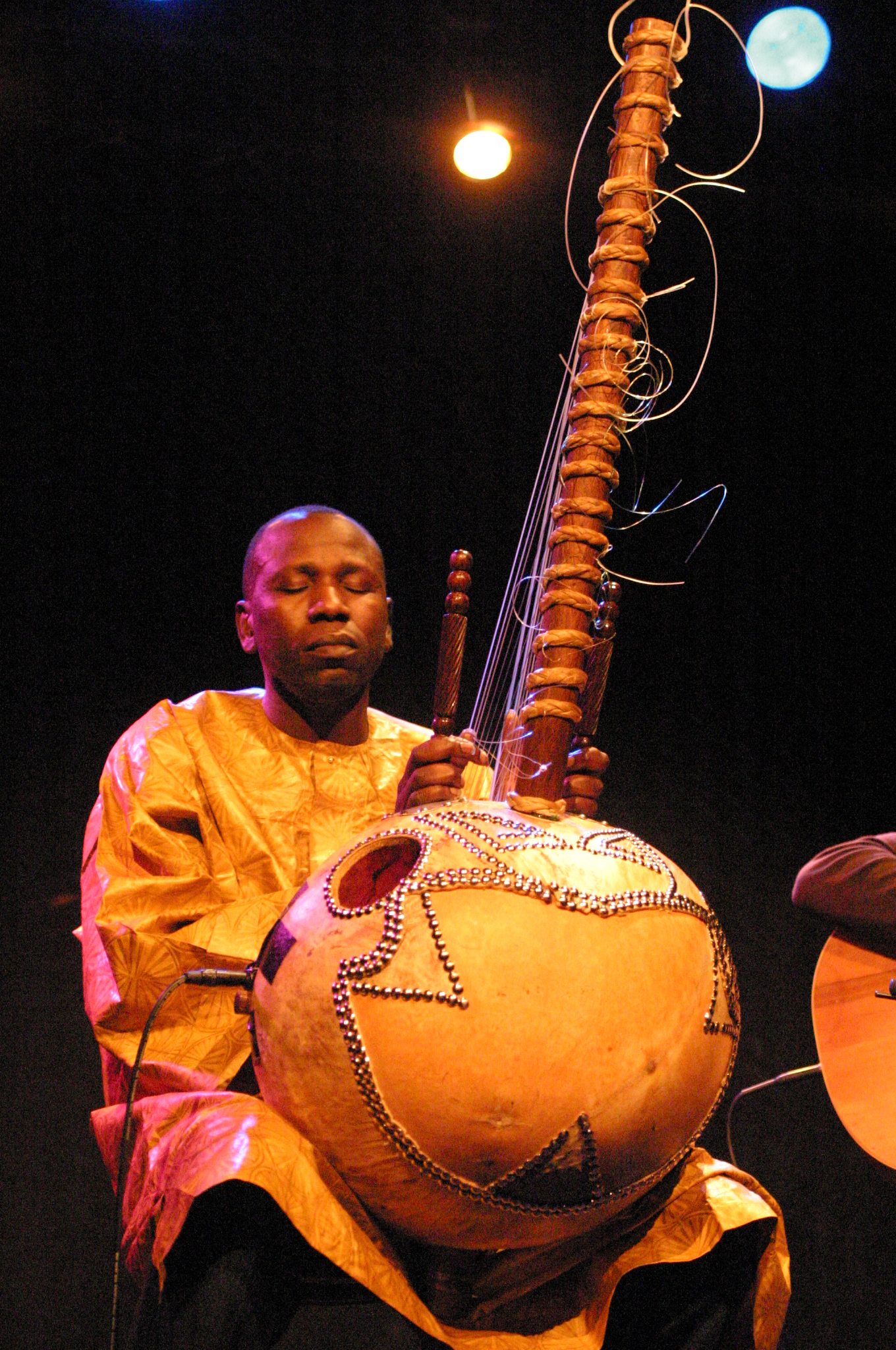
Ballaké Sissoko, musicien malien jouant de la kora en 2009.

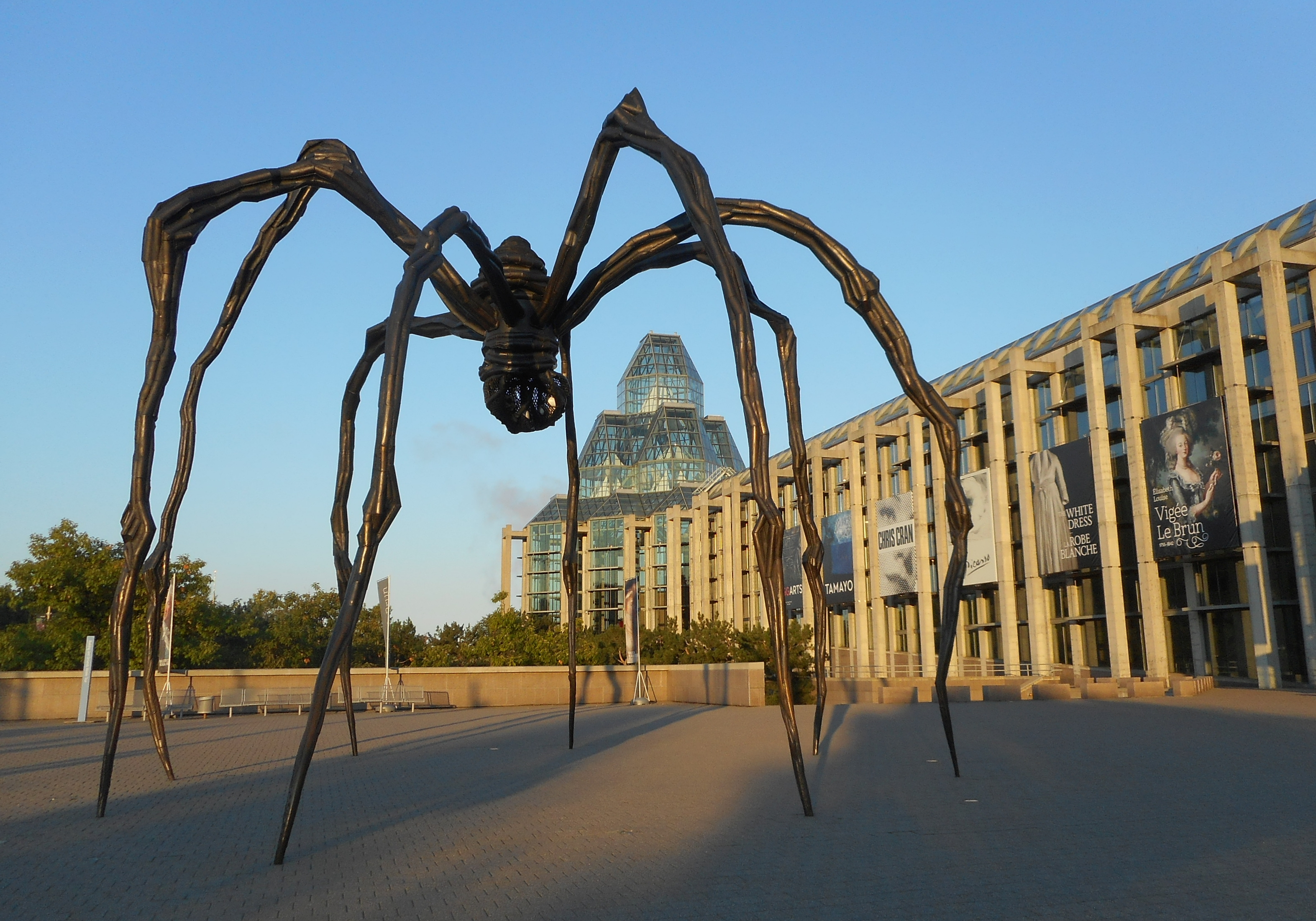
Maman, de Louise Bourgeois, devant le Musée des beaux-arts du Canada, à Ottawa en 2016

La culture est aussi indissociable du patrimoine artistique, au sens où elle est un rattachement à des valeurs traditionnelles. Cet aspect de la culture est beaucoup plus marqué en Europe et en Asie, qu’en Amérique et surtout aux États-Unis, pour des raisons historiques évidentes.
Néanmoins, les États-Unis admirent le patrimoine culturel européen {{Interprétation personnelle}}, car il s’agit de leurs racines culturelles : nous le constatons dans les acquisitions des œuvres d'art, dans leur présence dans les lieux artistiques (Paris, Bruges, Venise, etc.), dans les mécénats américains pour la restauration de quelques éléments symboliques du patrimoine européen (château de Versailles, etc.), dans les échanges musicaux (chefs d'orchestre, etc.), etc. Le respect des Américains pour l’histoire monarchique de la France paraît surprenant au premier abord, mais il révèle cet attachement à un patrimoine historique qu’ils n’ont pas, et une reconnaissance au rôle joué par la France dans l’Histoire et dans la défense des libertés aux États-Unis.
Lorsque est évoqué le patrimoine, on a tendance à penser au patrimoine bâti et à l’architecture, mais c’est aussi la sculpture, la peinture, le vitrail, la musique, la littérature, le folklore, la langue. Depuis plusieurs années, l'UNESCO a développé un programme en direction du patrimoine immatériel (convention de 2003 pour la sauvegarde du patrimoine culturel immatériel avec 3 actions clés :
1. la liste du patrimoine immatériel nécessitant une sauvegarde urgente ;
2. la Liste représentative du patrimoine culturel immatériel de l’humanité (Géants et dragons processionnels de France et de Belgique ou en Italie, le Canto a tenore qui est un chant pastoral sarde) ;
3. le Registre de bonnes pratiques de sauvegarde.

Le patrimoine est par ailleurs très riche aussi en Asie et en Afrique du Nord, comme c'est le cas par exemple pour les civilisations chinoise, indienne, arabe et berbère; et le patrimoine de l’Afrique noire (arts premiers) commence aussi à être redécouvert par la communauté internationale.

### Culture et langage
Voir aussi : Catégorie langue et culture
La langue est probablement, dans les sociétés humaines, ce qui permet le mieux de véhiculer une culture, tant orale qu’écrite. C’est ainsi que la culture française s’est développée dans l’Europe des Lumières, en fait essentiellement parce qu’elle était parlée dans plusieurs cours princières. Cette prééminence du français était due au rayonnement culturel de la France au XVIIIe siècle, et à l’admiration que des souverains étrangers (en Prusse, en Russie, etc.) portaient, à tort ou à raison, aux souverains français.
Cette prééminence avait en réalité été préparée par l’édit de Villers-Cotterêts, signé par François Ier en 1539, qui établissait le français comme langue officielle, c’est-à-dire comme langue de l’administration et du droit (écrit). Dans ce sens, Richelieu fonde en 1635 l’Académie française, qui sert dès lors de régulateur et d'académie linguistique officielle. Au XVIIe siècle, de grands écrivains comme Corneille, La Fontaine, Molière, Racine ou encore Madame de Lafayette, donnèrent au français classique ses lettres de noblesse.
Aujourd’hui, la langue anglaise est devenue une langue véhiculaire, porteuse d’un grand nombre d’informations dans des domaines comme le militaire, la finance, la science, et aussi et surtout l’informatique, la plupart des langages informatiques étant historiquement formés sur des mots de la langue anglaise. Les normes, en particulier comptables (l’informatique étant issue à l’origine de la comptabilité générale), tendent à imposer un certain modèle culturel.
En France, après la Seconde Guerre mondiale, certains choisirent de réagir contre cette forme d’« impérialisme linguistique » en établissant des liens culturels avec les pays de langue française dans le monde : la francophonie. La protection de la langue française est aujourd’hui intégrée dans le droit français : article 2 de la Constitution de 1958, loi Toubon. Également,dans certaines régions francophones, tel que le Québec, des lois ont aussi été mises en place pour contrer la propagation de l'anglais.
Nous pouvons également dénoter la présence de liens culturels qui s'établissent autour de l’espagnol (entre l’Espagne et l’Amérique du Sud).
L’arabe est également un bon exemple des liens culturels établis autour de cette langue parlée le plus souvent dans le monde musulman, et qui se développa en même temps que la grande civilisation musulmane entre le VIIIe et le XVe siècle.
Le multilinguisme est, au moins officiellement, reconnu dans la politique linguistique de l'Union européenne, comme portant une valeur de diversité culturelle.
Le langage étant l’un des modes de communication les plus importants (mais pas le seul), nous voyons apparaître des modèles linguistiques de communication fondés sur les fonctions du langage. Dans le schéma de Jakobson, par exemple, nous voyons ces concepts culturels liés au message lui-même, contenus notamment dans le code de communication.

### Culture et technique
Sciences et techniques sont en interaction permanente, puisque les techniques sont les applications des sciences dans la société. Parler des manifestations techniques de la culture revient donc à aborder ses relations avec les sciences.
Nous pouvons constater, depuis plus de trois siècles, une incompréhension entre les sciences (plus précisément les sciences « exactes ») et la culture, voire à des conflits.
Jacques Ellul a notamment développé la thèse selon laquelle la technique s'auto-accroît, imposant ses valeurs d'efficacité et de progrès technique, niant l'homme, ses besoins, et notamment sa culture.
Claude Allègre note, dans Un peu de science pour tout le monde :
« Dans un monde que la rationalité façonne, l’irrationalité tend à prendre le pouvoir, comme le montre l’essor sans précédent des astrologues, cartomanciens, et sectes de tout poil. La raison principale de cette dérive est qu’au nom d’une spécialisation nécessaire et toujours exigeante, les scientifiques se sont isolés et ont laissé la science s’abstraire de la culture générale. Or, il n’y a pas d’avenir pour un savoir humain, quel qu’il soit, en dehors de la culture, et il ne saurait être de culture dans le monde d’aujourd’hui qui tienne la science à distance ».
Le philosophe Hans Jonas montre en effet, dans le Principe responsabilité (1979), que l’homme tend à adopter, vis-à-vis de la science et surtout de ses applications technologiques, un comportement prométhéen. Il prône le principe de précaution et se trouve à l’origine des principes philosophiques du développement durable.
L’astrophysicien Jean Audouze, ancien directeur de l’Institut d’astrophysique de Paris, dresse le même constat, et appelle de ses vœux une réconciliation entre la science et la culture.

## Importance et place de la culture collective

### La diversité culturelle dans les communautés humaines
Nous pouvons distinguer à travers le monde les cultures écrites et les cultures orales.
La langue, écrite ou orale, joue ainsi un rôle essentiel dans l’élaboration d’une forme de connaissance sociale, qui est la pensée du sens commun, socialement élaborée et partagée par les membres d’un même ensemble social ou culturel. Nous appelons quelquefois cette connaissance commune une représentation sociale.
Dans le domaine de l’archéologie et de l’anthropologie, la culture se définit comme étant l’ensemble des connaissances et des comportements qui caractérisent une société humaine, ou plus généralement un groupe humain à l’intérieur d’une société.
Seulement quelques cultures sont parvenues à l’état de civilisation dans l’Histoire de l’humanité.
Même s’il existe une culture dominante dans une société, généralement formée autour de la culture de l’élite, il se forme toujours des groupes sociaux dont les intérêts, les pratiques, sont particuliers par rapport à la culture dominante. Nous trouvons ainsi diverses formes de cultures, comme la culture populaire, la culture de masse, la culture de jeunesse, ou ce que l’on appelle la subculture (ou culture intime).
Dans la définition que donne l'UNESCO du patrimoine culturel immatériel, la diversité culturelle apparaît comme un élément déterminant :
« Ce patrimoine culturel immatériel, transmis de génération en génération, est recréé en permanence par les communautés et groupes en fonction de leur milieu, de leur interaction avec la nature et de leur histoire, et leur procure un sentiment d'identité et de continuité, contribuant ainsi à promouvoir le respect de la diversité culturelle et la créativité humaine ».
La culture enfantine se distingue de celle des adultes, car les systèmes de représentation d’un enfant et d’un adulte sont nécessairement différents.
Faire dialoguer des personnes de cultures différentes peut nécessiter une médiation interculturelle. Des personnes se sont spécialisées dans la médiation culturelle.
Selon Christian Puren, il existerait plusieurs composantes à la compétence culturelle : transculturelle, métaculturelle, interculturelle, pluriculturelle, co-culturelle. Cette distinction permet d'analyser les situations où elles s'articulent, se combinent ou se superposent.

### La culture par rapport à la nature
Beaucoup de personnes aujourd’hui identifient souvent la culture ou la « civilisation » à un état évolué de l’humanité, qui s’opposerait, selon eux, à l’état sauvage, la « nature » étant un état sauvage selon eux. Beaucoup de projets réalisés du XVIIIe siècle au début du XXe siècle, qui eurent lieu dans le cadre de la révolution industrielle, s'orientèrent dans le sens précédent.
Tel n’était pourtant pas le cas de beaucoup de philosophes des Lumières, comme John Locke qui fonda la philosophie politique sur la loi de la nature (law of nature), Robert Boyle, auteur d’ouvrages sur la méthode expérimentale (voir philosophie de la nature), Jean-Jacques Rousseau (rêveries d’un promeneur solitaire), Samuel von Pufendorf (qui inspira la constitution des États-Unis), ou de nombreux courants de peinture au XIXe siècle (école de Barbizon, impressionnisme, etc.).
Dans les dernières décennies, de nombreux philosophes se sont inquiétés des rapports avec la nature (René Dubos, Hans Jonas, etc.).
Selon la philosophie moderne, et en particulier dans le sillage de Claude Lévi-Strauss, nous considérons généralement que la culture est naturelle à l'homme, dans le sens où tous les hommes en ont une et qu'un quelconque « état de nature » (état pré-culturel) ne serait qu'une pure fiction. Pour ce thème, voir l'article Jean-Jacques Rousseau.
Des découvertes récentes montrent que la nature, le biologique, influence la culture. Par leurs recherches, Robert Stoller et ses collaborateurs ont montré que, dans des cas d'erreur sur la détermination du sexe à la naissance résultant d'une anomalie biologique non apparente, des forces de la nature agissent « sur les attitudes et comportements d'un enfant à travers ses jeux, son habillement, ses choix de partenaires de jeu, etc., autrement dit, que l'inné peut influencer l'acquis ».
Voir aussi : état de nature, Philosophie de la nature, développement durable, Droits de la nature.
Même si la culture physique était à l’origine cantonnée aux gymnases, le développement des activités sportives modernes tend à se rapprocher de la nature : alpinisme, ski (notamment le ski de fond), cyclisme, kayak, canyoning, etc.

### Le facteur culturel dans la mondialisation
La mondialisation fait sans aucun doute intervenir des enjeux culturels considérables. Ainsi, après la fin de la guerre froide, les différentes sociétés ont parfois vécu ce que nous appelons le choc des civilisations.
Depuis la chute du mur de Berlin (1989) apparaît ainsi un modèle prédominant, le modèle anglo-saxon réputé « libéral », mais où, en fait, nous trouvons un engagement très fort de la puissance publique américaine dans l’industrie de l’armement et l’industrie informatique. L’emprise américaine est particulièrement forte sur les aspects culturels, et joue sur les interactions multiples (entreprises, partenariats avec des ONG) à partir des composants fondamentaux de la culture (valeurs, normes, institutions, artefacts). L'influence socioculturelle s'exerce par l'intermédiaire du social learning, et de ses composantes que sont l'enseignement, la langue, et le cinéma.
Ce modèle anglo-saxon, appuyé sur l’anglais comme langue véhiculaire, tend à imposer certains modes de fonctionnement dans les institutions mondiales, notamment commerciales, qui, selon certains observateurs, peuvent traduire une forme d’impérialisme culturel et linguistique.
Le développement de la culture de masse depuis les années 1930, dans le sillage de l’américanisation, a favorisé des modes de consommation et de production qui ne sont plus forcément aujourd’hui compatibles avec les contraintes sociétales contemporaines. Dans le sixième essaicomposé pour la Crise de la culture, Hannah Arendt analyse la culture de masse, transformation de l'objet culturel en un loisir, pour ensuite proposer l'attitude à adopter vis-à-vis de l'art pour ne pas le soumettre à la logique de la société de consommation.
Face à cette forme de domination, certains pays réagissent en prônant la diversité culturelle, et s’organisent en conséquence.
En France, l’expression exception culturelle recouvre l'ensemble des solutions adoptées pour défendre la diversité culturelle. Elles passent par des formes d’action concentrées autour de l’État (aides publiques et subventions aux différentes formes de médias, comme les décrets dits Tasca de 1990) mais aussi par la démarche privée grandissante et l'effort de qualité sur le matériel artistique.

### La culture par rapport au patrimoine
Spontanément, l'expression patrimoine culturel fait penser à un patrimoine matériel (sites, monuments historiques, œuvres d'art, etc.). L'UNESCO a établi en 1972 une liste du patrimoine mondial, composée de plusieurs centaines de sites dans le monde.
Cette conception du patrimoine a évolué depuis une quinzaine d'années. Nous lui avons d'abord adjoint une liste Mémoire du monde (1992), qui recense les collections documentaires d'intérêt universel (déclaration des droits de l'homme et du citoyen, instauration du système métrique, mémoire du canal de Suez, etc.).
En 1997, la notion de patrimoine oral et immatériel de l'humanité a été définie par l'UNESCO.
Nous nous orientons donc progressivement vers une conception du patrimoine qui inclut à la fois un patrimoine matériel, mais aussi un patrimoine culturel immatériel (PCI).
Ce changement de conception du patrimoine n'est pas sans conséquences sur les représentations sociales et la psychologie sociale des communautés, puisque les traditions vivantes (carnaval de Binche par exemple) et documentaires sont reconnues au même titre que les monuments et œuvres d'art du passé.
Lorsque des effets similaires se produisent sur un ensemble d’individus appartenant à une même communauté, nous parlons alors de biais culturel.

### Les relations entre culture et entreprises privées
L’objectif des entreprises n’est pas le plus souvent de produire de la culture. Néanmoins, et même dans les secteurs autres que la culture, d’une part, nous pouvons trouver d'une part que les liens avec les activités culturelles sont accrus, et d’autre part que la notion de culture d'entreprise se développe, notamment avec l’apparition de chartes définissant les valeurs partagées des personnes travaillant dans une même entreprise.
Historiquement, ce fut la création des comités d'entreprise qui permit d’abord aux employés de bénéficier d’activités culturelles proches de leur lieu de travail (prêt de livres, de disques, etc.).
Plus récemment, les activités de mécénat se sont multipliées, afin de renforcer l’image des entreprises : par exemple le sport (voile, tennis, football, cyclisme, etc.), pour donner une image d’esprit d'équipe.
Le mécénat tend à s’ouvrir aujourd’hui à des activités plus artistiques. Nous voyons par exemple des entreprises privées participer à l’organisation d’expositions. Ainsi une entreprise du secteur pétrolier peut trouver des intérêts à participer à des expositions en relation avec la culture arabo-musulmane par exemple.
Dans le cadre de stratégies de développement durable et de responsabilité sociétale, nous observons aujourd’hui une multiplication des messages des entreprises autour de chartes d’entreprise, et de mécénats culturels ou sociaux. Ces différents aspects ont pour objectif de renforcer l’image de l’entreprise.
Ce type d’activité est très naturel aux États-Unis, où les relations entre entreprises et ONG s’établissent facilement. Ce mode de fonctionnement décentralisé et privé n’est pas encore totalement passé dans les mœurs dans beaucoup de pays européens, particulièrement en France, où la puissance publique joue traditionnellement un rôle important. Les ONG culturelles peuvent pourtant favoriser l’éducation dans les pays en développement (en Afrique par exemple), et renforcer les liens.
Néanmoins, si l’entreprise considère le mécénat comme de la communication pure dans ses rapports d’activité annuels (voir responsabilité sociétale), cela peut cacher dans certains cas des insuffisances dans les stratégies.
La culture d'entreprise, impulsée par les décideurs, et expliquée aux employés et aux parties prenantes de l’entreprise, devrait ainsi participer d’une manière générale à la construction d’une culture stratégique d’entreprise.

## Évolution, diffusion et sélection culturelles

### Principes généraux de l’évolution culturelle
Les cultures concernant la seule espèce humaine, et que nous pouvons repérer dans le vivant au lien étroit qu'elles entretiennent avec le langage symbolique et avec les formes spécifiques d'organisation, les techniques et technologies qui en découlent, se modifient sans cesse depuis leur émergence, il y a plusieurs centaines de milliers d'années. Elles se situent dans le prolongement des cultures des primates qui furent nos ancêtres, et qui ressemblaient plausiblement en partie à celles qui sont encore celles de « nos cousins » les grands singes. Toutefois, entre l'utilisation de la voix (dans l'aria des gibbons) ou le recours à l'instrumentation simple, voire l'existence de relations sociales très complexes (chez les chimpanzés, comme le démontrent les travaux de Jane Goodall), et le fonctionnement découlant d'une interposition d'une grille de signifiants commune entre les individus d'une même société et le monde, il existe une rupture. Celle-ci est difficilement niable, quels que soient les efforts - méritoires et fort utiles - pour abolir la notion de « propre de l'homme », qui reste à expliquer, notamment pour ce qu'il a entraîné une divergence assez extraordinaire entre le destin de notre espèce et ceux des autres, les plus proches.
Il se manifeste deux lignes d'analyse antagoniques sur ce problème : l'une met en avant légitimement l'appartenance de l'humanité à la nature, et se défie des préjugés religieux (préférant situer l'origine de l'homme dans une décision divine), ou de la réticence largement partagée à accepter que nous sommes aussi une espèce animale. La seconde, fondant les sciences humaines et sociales, tente de résister à un « naturalisme » réducteur en défendant leur domaine propre, irréductible à d'autres niveaux de réalité : le domaine d'une anthropologie qui trouve précisément son territoire dans l'étude de ce que l'homme ne partage pas avec les autres animaux. Il faut sans doute dépasser les formes dogmatiques de cet antagonisme inévitable pour définir plus finement le rapport entre « continuité naturelle », entre cultures des primates et cultures humaines, et l'apparition d'une divergence spécifique. Pour ce faire, nous pouvons avoir recours jusqu'à un certain point à l'analogie entre la « longue évolution » (du vivant) et la « très courte » (de la culture humaine) : des biologistes (comme Jean Claude Ameisen) ont étudié l'histoire des bactéries, afin de comprendre l'incroyable complexité des mécanismes assurant vie et mort des cellules dans les organismes multicellulaires. Ils concluent à la nécessité de reconstituer des « époques disparues », pour interpréter la situation présente, et comprendre des phénomènes comme le cancer. D'autres biologistes se sont intéressés davantage à l'histoire des espèces elles-mêmes : dans tous les cas, l'analogie avec les histoires humaines se révèle heuristique, quitte à payer le prix de l'anthropomorphisme en dotant les gènes ou les cellules de traits
humains intentionnels comme des « intérêts », ou des « stratégies ». En revanche, les spécialistes des sciences humaines utilisent peu le recours aux savoirs biologiques. Ils ont sans doute tort en partie, mais leurs arguments n'ont rien à voir avec une variante du Créationnisme : ils tentent seulement de mettre au point des outils d'analyse qui ne soient pas d'abord importés d'autres disciplines, alors que dans leur propre domaine (notamment pour la période de moins de 30 000 ans pour laquelle ils disposent de traces incontestables de la culture symbolique : rites funéraires, représentations, systèmes de signes), la diversité et la confluence, bref le mouvement des cultures, semble obéir en priorité à des lois spéciales.

#### Analogies avec l'évolution biologique
Tout comme il y a une évolution biologique, certains éthologues, ainsi que plusieurs généticiens, estiment qu’il y a une évolution culturelle, et que cette évolution se fait par mutation, puis est transmise par des « gènes » de la culture, appelés mèmes, qui subissent une pression sociale et environnementale, aboutissant à leur disparition ou au contraire à leur expansion (propagation).
La spécificité durable des cultures humaines est qu’elles fonctionnent comme des « conversations politiques » entre positions différentes, des processus de propositions-objections, réorganisant constamment les collectifs sociaux. La disparition d’une culture n’est donc pas nécessairement la « mort » d’un organisme, mais le passage à une autre configuration conversationnelle ; l’abandon de certaines métaphores collectives pour d’autres. L'analogie avec l'évolution des formes vivantes demeure intéressante et fructueuse car, comme les cultures langagières humaines, les espèces biologiques sont les produits d'une histoire : elles ne « meurent » pas comme les organismes, mais se transforment. Comme l’a montré l'anthropologue britannique Mary Douglas, aucune culture humaine n’est « homogène » : elle résulte toujours d’une différenciation interne entre partisans (ou adeptes) de valeurs plus individualistes, de valeurs plus collectives, de solutions organisationnelles hiérarchiques et enfin de formes de résistance passive ou active à toutes les valeurs en vigueur. Même dans les sociétés dites — à tort — « primitives » et supposées « sans histoire », il n’existe pas de stabilité culturelle, de consensus sans résistance, d’unicité sans variations individuelles ou collectives. De la même façon, il n'existe pas d'espèces « homogènes » constituées d'individus tous identiques, toute espèce se caractérise en effet par un répertoire de gènes communs mais aussi une diversité génétique entre les individus qui la composent. Dans une espèce donnée, l'apparition et la diffusion de nouveaux allèles résultera d'une compétition au sein du pool génétique, elle aussi marquée par une « résistance » au changement quantifiable en termes de dérive génétique.
L'analogie entre évolution biologique et évolution culturelle doit toutefois être mesurée : il ne s'agit pas des mêmes espaces de temps, l'évolution du vivant courant sur des centaines de millions d'années, alors que les cultures humaines se distinguent des cultures des autres primates par le fait qu'elles se développent probablement seulement depuis quelques centaines de milliers d'années, certains linguistes datant même l'émergence du langage symbolique à moins de 60 000 ans.

#### Coévolution gène-culture
D'autres liens plus directs ont été proposés entre l'évolution des cultures humaines et l'évolution biologique de l'espèce humaine sous le concept de coévolution gène-culture. Selon cette théorie développée par les sociobiologistes Charles J. Lumsden et Edward O. Wilson au début des années 1980, les traditions culturelles peuvent être décomposées en culturgènes, c'est-à-dire en petites « unités » de culture. La transmission culturelle est donc fortement influencée par la nature de l'esprit humain qui est le produit d'une évolution biologique. Mais réciproquement, un comportement culturel peut aussi favoriser une évolution génétique via la stabilisation de certains gènes qui donnent un avantage adaptatif dans le groupe où ce comportement culturel est observé.

#### Histoire et devenir des cultures humaines
Depuis que les primates humains ont adopté le langage symbolique pour représenter leurs relations, celui-ci les a entraînés dans un mouvement rapide qui les distingue des cultures des autres primates (telles que les décrit par exemple l’éthologue Frans de Waal, lorsqu’il parle de « politique du Chimpanzé ») : les mots fixés par les systèmes de signifiants ne sont en effet jamais assez précis et englobants pour empêcher la controverse. Ainsi l’histoire des cultures (à commencer par celle des mythes étudiés par Claude Lévi-Strauss) est-elle celle d’une sorte de « course-poursuite » entre différentes façons de « prendre la vie ».
Il est possible que la culture mondiale en formation réduise la richesse des possibilités des milliers de cultures encore existantes, mais elle pourra difficilement absorber dans un modèle unique les différentes « passions fondamentales » dont elle est le lieu d’expression, non seulement dans l’art ou la religion, mais aussi dans l’activité pratique et dans le débat politique.

### Culture et transmission, la Toile
Conscients de l’importance des médias (journaux, radio, téléphone, télévision, etc.), dans la diffusion de la culture, les gouvernements ont souvent eu la tentation de contrôler la diffusion des informations par la prise de contrôle des médias. Cela prit parfois des formes de propagande, soit via l’art, ou la nationalisation des moyens de diffusion par l’État. Cette forme de communication fait penser à l’apparition de l’imprimerie au XVe siècle car cette nouvelle manière de diffuser l'information bouleversa la société européenne, pour finalement contribuer fortement aux développements liés à la Renaissance, à travers notamment les grandes découvertes.
À l’époque du web, l’approche moderne pour appréhender la diffusion de la culture par les médias, mais aussi par la langue, est sans doute celle de la médiologie. Ce qui caractérise aujourd’hui la diffusion par les médias, spécifiquement internet, c’est que l’individu n’est plus seulement destinataire de l’information (radio, télévision) ou émetteur dans une relation un à un (téléphone). Il peut aussi émettre à un grand nombre d’individus, par le biais de forums, messageries, blogs, etc. Une communauté féministe s’intéressant au cyberespace, à internet et aux technologies numériques utilise le terme cyberféminisme. Les artistes Nancy Paterson, Olia Lialina et le collectif d'artistes australiennes VNS Matrix, illustrent cette réflexion. Sadie Plant, comme Donna Haraway, figurent parmi ses théoriciennes.
À notre époque, nous vivons un passage de la culture de l’écrit à une culture de l’information numérique immatérielle. Cette transformation radicale n’est pas sans poser des problèmes de propriété intellectuelle. Par exemple, l’industrie du disque peut être gravement menacée par la multiplication des actes de copie sans redevance.
Un autre aspect significatif de cette mutation est le fait que les bibliothèques sont maintenant amenées à s’ouvrir aux médias numériques. Les bibliothèques sont par ailleurs de plus en plus appelées médiathèques, puisque le support du média n’est plus seulement le papier, mais un support numérique. Il s’agit alors de bibliothèques numériques. La sélection sur critères des ouvrages sur des écrans informatiques permet de trouver plus facilement l’ouvrage dans les rayonnages, et l’information recherchée.
Lorsque la médiathèque renferme des jeux, il s’agit alors d’une ludothèque.
Le nombre de sites web dans chaque pays, et notamment le nombre de sites web par habitant, est un indicateur de la diffusion contemporaine de la culture, autour de la langue.
Régis Debray pense que la transmission de la culture comporte une forte composante de croyance et de sacré. Selon lui, après deux premières révolutions, celle du codex (la Bible), et celle de l'imprimerie, l'humanité vit aujourd’hui une nouvelle révolution qui s'appuie sur les technologies de l'information et notamment sur la Toile.

### Culture et zones de contact entre civilisations
L’Histoire montre que les zones de contact entre civilisations peuvent être sources de conflits, ou extrêmement fructueuses sur le plan des échanges culturels.
Nous pouvons citer par exemple les échanges maritimes dans la Grèce antique entre les cités et leurs colonies (Élée, Phocée, etc.), dans la Rome antique, Venise, les zones de contact en Espagne entre musulmans et chrétiens (Califat de Cordoue), la Syrie après les conflits des Croisades, la route de la soie, le royaume de Roger II de Sicile (qui apporta une connaissance cartographique précieuse à l’Occident à partir du savoir arabo-musulman, à Palerme ; les contributions de Al Idrissi en sont emblématiques.), les voyages de missionnaires et d’explorateurs, le commerce à partir de Bruges (villes hanséatiques et relations maritimes avec le sud de l’Europe), le protectorat français au Maroc, etc.
C’est par ce type d’échanges que de nombreux traités scientifiques et philosophiques sont parvenus en occident, depuis la Grèce antique, l’Asie, la Mésopotamie, l’Inde, ainsi que des techniques très utiles : boussole, sextant, informations cartographiques, papier, imprimerie, chiffres arabes, etc.
Le 21 mai 2022, journée mondiale de la diversité culturelle pour le dialogue et le développement, Audrey Azoulay, directrice générale de l’UNESCO depuis 2017, proclame que l'ambition de cette journée et des conventions culturelles de l'organisation, est de « rappeler que la diversité dans l’ordre de la culture est aussi nécessaire que dans l’ordre du vivant. »

## Culture générale d’un individu
La culture d’un individu, aussi appelée culture générale, correspond à l’ensemble des connaissances qu’il a sur le monde.
Elle est en partie construite par l’éducation et l’enseignement, mais comprend de surcroît une part de construction active de la part de l’individu. Elle comprend aussi une dimension de structuration de l’esprit, vis-à-vis de l’ensemble des connaissances : La culture est ce qui reste lorsque l’on a tout oublié (attribué en général à Édouard Herriot). Cette structuration donne au sujet cultivé la capacité de rattacher facilement un quelconque domaine d’étude à ses connaissances. C’est la culture générale.
Ainsi, la culture générale peut inclure des connaissances aussi diverses que l’histoire, la musique, l’art, la littérature, les sciences, l’astronomie, la géographie, la philosophie, le cinéma, le sport, etc.
Nous remarquons cependant que cette conception de la culture, qui peut paraître élitiste, correspond en fait à la définition de la culture individuelle. Les cultures de différents groupes sociaux (culture populaire par exemple) peuvent comporter des formes de connaissances plus variées ou plus particulières.
Par rapport à ces formes de culture, la culture générale est le fond de culture minimal que devrait posséder un individu pour pouvoir s’intégrer dans la société.

### Sur lesinstitutions culturelles
- Mario d'Angelo, Perspectives de gestion des institutions musicales en Europe, Série Activités et Institutions musicales, no 4, OMF (Observatoire Musical Français), Université Paris-Sorbonne, 2006.
- Sylvie Octobre (dir.) et Frédérique Patureau (dir.), Normes de genre dans les institutions culturelles, Ministère de la Culture - DEPS, coll. « Questions de culture », 2018, 168 p. (ISBN 9782724623307, lire en ligne)

### Sur les politiques culturelles
- Anne-Marie Autissier, « Quelles priorités pour les politiques culturelles européennes ? », Les Mutations de la sphère culturelle « Raison présente »,‎ 2006, p. 73-81 (lire en ligne)
- Mario d'Angelo, Paul Vespérini, Les politiques culturelles en Europe, éditions du Conseil de l'Europe, Strasbourg, 1998-2001 (4 vol.)
- Reine Prat et Geneviève Fraisse, Exploser le plafond : précis de féminisme à l'usage du monde de la culture, Paris, Rue de l'Echiquier, coll. « Les Incisives », 2021 (ISBN 9782374253107, présentation en ligne)
- Laurent Martin et Philippe Poirrier (dir), Démocratiser la culture ! Une histoire comparée des politiques culturelles, Dijon, Territoires contemporains, 2013.
- Philippe Poirrier, L’État et la culture en France au XXe siècle, Paris, Le Livre de Poche, 2006.
- Philippe Poirrier, Art et pouvoir de 1848 à nos jours, Cndp, 2006.
- Philippe Poirrier, Les Politiques culturelles en France, Paris, La Documentation française, 2002.
- Philippe Poirrier (éd.), Politique culturelle et patrimoines, Culture & Musées, janvier-juin 2007, no 9.
- Serge Regourd, L’Exception culturelle, Paris, Puf, 2002
- J.M. Tobelem, P. Ory, L'Arme de la culture. Les stratégies de la diplomatie culturelle non gouvernementale, Paris, L'Harmattan, 2007, 264 p.

### Sur l'économie de la culture
- Bibliographie Approches théoriques (économie de l'immatériel, économie de la culture, économie de l'information) - Économie des industries culturelles et des médias (1940-)

### Sur les femmes et la culture
- Linda Timmermans, L’Accès des femmes à la culture (1598-1715), Classiques Garnier, coll. « bibliothèque de la Renaissance / 1 » (no 26), 2023 (1re éd. 1993), 940 p. (ISBN 978-2-406-14844-9, lire en ligne).
- Sylvie Duval, « La littéracie des femmes à la fin du Moyen Âge. Questions sur l’histoire de la culture, de la lecture et de l’écriture à travers des travaux récents », Médiévales,‎ automne 2018, p. 227-248 (lire en ligne).
- Sylvie Octobre (dir.), Questions de genre, questions de culture, Ministère de la Culture - DEPS, coll. « Questions de culture », 2014, 152 p. (DOI 10.3917/deps.octob.2014.02, lire en ligne).
- Brigitte Gonthier-Maurin, « La place des femmes dans l'art et la culture : le temps est venu de passer aux actes », rapport d'information sénatorial, sur Sénat (France), 27 juin 2013 (consulté le 12 décembre 2024)
- (en) Sadie Plant, Zeros and ones : digital women and the new technoculture, London, Fourth Estate, 1998, 305 p. (ISBN 9781857026986, lire en ligne)

### Revues
- Revue Culture & Musées (à comité de lecture), (30 numéros en ligne en 2012 avec Persée, soit 417 contributions, 1992-2009) ; Culture et Musées publie des travaux de recherche inédits sur les publics, les institutions et les médiations de la culture. Chaque numéro est un ouvrage collectif et thématique traitant d'une question sous la direction d’un scientifique spécialiste choisi par le comité de rédaction.
- Trois revues pour repenser la culture au féminin : La Déferlante, « la première revue trimestrielle post-#metoo consacrée aux féminismes et au genre », fondée par Marie Barbier, Lucie Geffroy, Emmanuelle Josse et Marion Pillas ; Gaze, « la revue des regards féminins », fondée par Clarence Edgard-Rosa, Laura Lafon, Juliette Gabolde et Stella Ammar ; Censored, « le magazine qui explore la culture féministe et artistique émergente »

### Culture collective et civilisation
- Civilisation
- Écologie intégrale
- Médiation interculturelle
- Société interculturelle
- Subculture
- Tradition, Coutume, Folklore
- Interculturel, Multiculturel, Multiculturalisme, Transculturalité
- Intégration culturelle
- Acculturation
- Biais culturel
- Culture de masse
- Philosophie de la culture
- Culture LGBT

### Culture individuelle
- Humanités
- Secret

### Manifestations de la culture
- Art - Peinture - Musique - Architecture
- Langue - Littérature
- Philosophie - Éthique - Esthétique
- Histoire - Géographie
- Science - Technique
- Patrimoine (culture)

### Aspects sociaux
- Sociologie des cultures
- Évolution culturelle - Sélection culturelle - Mème - Capital culturel - Créatifs Culturels
- Rayonnement culturel - Diversité culturelle - Révolution culturelle - Relativisme culturel - Médiation culturelle
- Culture populaire - Culture enfantine - Culture de jeunesse - Culture libre
- Économie de la culture - Industrie culturelle

### Organisations, administrations, agences

#### Organisations intergouvernementales chargées notamment de la culture
- Organisation des Nations unies pour l'éducation, la science et la culture (UNESCO)
- Conseil de l'Europe
- Organisation internationale de la Francophonie (OIF)

#### Administrations ou agences chargées de la culture
- Ministère de la Culture et Direction régionale des Affaires culturelles (France)
- Pro Helvetia pour la Suisse
- Department for Culture, Media and Sport (Angleterre / Royaume-Uni)
- National Endowment for the Arts (États-Unis, gouvernement fédéral)

#### Technique
- Catégorie:Culture informatique
- Culture stratégique

#### Autres
- Artisanat - Commerce - Politique - Artificiel - Religion

#### Faune et flore
- Éthologie et psychologie comparée : Culture animale chez les grands singes, les dauphins
- Agriculture - Culture vivrière - culture cellulaire
- Le suffixe « -culture », sur Wiktionnaire